# Município de Sprigg (condado de Adams, Ohio)
O município de Sprigg (em inglês: Sprigg Township) é um município localizado no condado de Adams no estado estadounidense de Ohio. No ano de 2010 tinha uma população de 1.867 habitantes e uma densidade populacional de 16,22 pessoas por km².

## Geografia
O município de Sprigg encontra-se localizado nas coordenadas 38° 42′ 22″ N, 83° 38′ 56″ O. Segundo a Departamento do Censo dos Estados Unidos, o município tem uma superfície total de 115.12 km², da qual 114,86 km² correspondem a terra firme e (0,23 %) 0,26 km² é água.

## Demografia
Segundo o censo de 2010, tinha 1.867 habitantes residindo no município de Sprigg. A densidade populacional era de 16,22 hab./km². Dos 1.867 habitantes, o município de Sprigg estava composto pelo 98,66 % brancos, o 0,11 % eram afroamericanos, o 0,37 % eram amerindios, o 0,05 % eram asiáticos, o 0,16 % eram de outras raças e o 0,64 % eram de uma mistura de raças. Do total da população o 0,37 % eram hispanos ou latinos de qualquer raça.